# Награды Исландии

Герб Исландии

Наградна́я система Исландии достаточно проста и состоит из одного ордена и нескольких медалей.

## Ордена
- Орден Сокола (исл. Hin íslenska fálkaorða) — учреждён 3 июля 1921 года.

## Почётные знаки
- Почётный знак Красного Креста Исландии (исл. Heiðursmerki Rauða kross Íslands) — учреждён в 1949 году в 2-х степенях (золотой и серебряной). Присуждается Президентом Исландии за заслуги в гуманитарной области. К 2009 году было произведено 18 награждений золотым знаком и 49 награждений серебряным знаком. Награждения производятся 10 декабря. Знак представляет собой мальтийский равноконечный крест белой эмали с углами, заполненными лучами. В центре креста круглый медальон белой эмали, окружённый ободком синей эмали. В центре медальона прямой крест красной эмали. На ободке надпись «CITATE SANITATE». На оборотной стороне медальона на ободке надпись «BENEFACTORIBUS RKÍ». Диаметр знака 45 мм. Знак через подвес в виде дубовых листьев подвешивается к ленте национальных цветов (лазорево-синяя с бело-красно-белой полосой по центру).

## Медали
- Президентская медаль Почёта (исл. Heiðurspeningur forseta Íslands) — учреждена в 1954 году. Присуждается Президентом Исландии за длительную безупречную службу и другие заслуги. На лицевой стороне медали изображение исландского воина, держащего в левой руке боевой багор и опирающегося правой рукой на щит и носовую фигуру корабля в виде головы дракона. По окружности надпись «• HEIÐURSPENINGUR FORSETA ÍSLANDS». На оборотной стороне медали изображение Государственного герба Исландии. Лента лазорево-синяя.